# Ronnenberg
Ronnenberg er en tysk by i Region Hannover i Niedersachsen.
Vartegnet på byen er Michaeliskirken fra 12. århundrede.

## Geografi
Byen ligger sydvest i regionen og grænser til hovedbyen Hannover, Hemmingen, Springe, Wennigsen (Deister) og Gehrden.

### Bydele
Ronnenberg er opdelt i bydelene Benthe, Empelde, Ihme-Roloven, Linderte, Ronnenberg, Vörie og Weetzen.

### Ronnenbergs indflydelse
Ronnenberg er også blevet brugt som efternavn af nogle folk fra byen, så hvis man støder på Ronnenberg som efternavn er det højst sandsynligt en med rødder i byen! [kilde mangler]